# Austin Deasy
Austin Deasy (irisch Aibhistín Mac an Déisigh, * 26. August 1936 in Dungarvan, County Waterford; † 10. Juni 2017 in Waterford) war ein irischer Politiker der Fine Gael.

## Biografie
Deasy war zunächst als Lehrer tätig und begann seine politische Laufbahn 1973, als er vom damaligen Premierminister (Taoiseach) Liam Cosgrave zum Mitglied des Senats (Seanad Éireann) ernannt wurde. Anschließend wurde er 1977 erstmals als Kandidat der Fine Gael zum Mitglied des Unterhauses (Dáil Éireann) gewählt und vertrat dort nach sieben anschließenden Wiederwahlen bis 2002 die Interessen des Wahlkreises Waterford.
Nach dem Wahlsieg der Fine Gael wurde er am 14. Dezember 1982 von Premierminister Garret FitzGerald zum Landwirtschaftsminister in dessen Kabinett benannt. Dieses Amt bekleidete er bis zum Ende von FitzGeralds Amtszeit am 10. März 1987.
Zuletzt war Deasy vom 10. Dezember 1997 bis 2002 Stellvertretender Vorsitzender des Unterhausausschusses für Auswärtige Angelegenheiten.
Nachfolger als Unterhausabgeordneter für den Wahlkreis Waterford wurde sein Sohn John Deasy.

## Einzelnachweis
1. ↑  Former minister Austin Deasy dies after a short illness